# Tolstoj (famiglia)

Stemma del ramo comitale.

La famiglia Tolstoj (in russo Толстой?) è considerata una famiglia di spicco presso la nobiltà russa, discendente da Andrej Charitonovič Tolstoj ("il grasso") al servizio di Basilio II di Russia. I "selvaggi" Tolstoj, per come vennero conosciuti nell'alta società della Russia imperiale, hanno lasciato un segno importante nella politica russa, nella storia militare, nella letteratura e nelle belle arti.

## Storia
Raggiunse importanza nel tardo XVII secolo, grazie ai suoi legami con la famiglia Miloslavskij, famiglia di origine della prima moglie dello zar Alessio. Pëtr Andreevič Tolstoj fece la fortuna della famiglia. A poco a poco si guadagnò la fiducia di Pietro I, prima come ambasciatore russo a Costantinopoli, poi come capo della polizia segreta.
In seguito si scontrò con il potente principe Menšikov, che lo priva dei suoi titoli esiliandolo a Solovki. I titoli e le tenute vennero restituite ad un suo nipote, Nikolaj Aleksandrovič Tolstoj, 30 anni più tardi.
Durante le guerre napoleoniche, il conte Pëtr Aleksandrovič Tolstoj era al servizio di Suvorov nelle guerre contro la Polonia e la Turchia. Venne nominato generale, nel 1797 aiutante di campo e, nel 1807 ambasciatore a Parigi. Tra il 1828 ed il 1844 fu governatore di San Pietroburgo e Kronštadt.
Aleksandr Ivanovič Tolstoj appartenente ad un ramo collaterale della famiglia, ereditò il titolo e i beni da suo zio, morto senza eredi. Si distinse, attorno al 1807,  dapprima nella battaglia di Charnova, dove il suo reggimento fronteggiò per 15 ore l'esercito di Napoleone. A Guttstadt venne ferito seriamente, al che si temette per la sua vita. Nella grande battaglia di Borodino si distinse per l'abilità di comando in posizioni chiave, fino a quando venne traumatizzato dall'agone della battaglia e portato via. Alla fine della guerra, litigò con l'imperatore, si dimise, trascorrendo il resto della sua vita in Europa.
Il conte Fëdor Petrovič Tolstoj fu uno dei più importanti pittori russi dell'Ottocento. Il suo talento si esprimeva principalmente nella modellazione della cera e nella progettazione di medaglie. Con l'acuirsi di una cecità precoce, dovette rinunciare al disegno dedicandosi alla scrittura di balletti e libretti per opere liriche. Nel 1828 venne nominato Vicepresidente della Accademia di Belle Arti. Molte delle sue opere si possono osservare nel Museo russo a San Pietroburgo.
Il conte Fëdor Ivanovič Tolstoj era un noto ubriacone, gastronomo e spadaccino e si dice che nei duelli abbia ucciso ben 11 persone. Combatté valorosamente nella Guerra patriottica del 1812, ma nel 1821 fu oggetto di scandalo sposando una cantante zingara.
Molti dei membri della famiglia dedicarono il loro tempo libero alle attività letterarie. Per esempio, il conte Aleksej Konstantinovič fu un cortigiano, ma anche uno dei poeti russi più popolari del suo tempo. Scrisse ballate, un romanzo storico e satire pubblicate sotto lo pseudonimo di Kozma Prutkov.
Il conte Lev Nikolaevič, più noto come Lev Tolstoj, è acclamato come uno dei più grandi romanzieri di tutti i tempi. La figlia più giovane, Aleksandra L'vovna ebbe una vita particolarmente travagliata. Anche se condivise con il padre la dottrina della non-violenza, sentì come suo dovere prendere parte agli eventi della prima guerra mondiale.
Il più famoso dei politici del XIX secolo fu il conte Dmitrij Andreevič Tolstoj successivamente ministro della Pubblica Istruzione, Ministro degli Interni e presidente dell'Accademia russa delle scienze. Durante il suo mandato, mise in atto una vigorosa russificazione in Polonia e Ucraina.
Il conte Aleksej Nikolaevič Tolstoj apparteneva a un ramo diverso della famiglia. I suoi primi racconti brevi, pubblicati nel 1910, furono stroncati dalla critica per l'eccessivo naturalismo ed erotismo sfrenato. Dopo la Rivoluzione russa, per breve tempo risiedette in Germania, ma poi cambiò le sue idee politiche e tornò in Unione Sovietica.
Sua nipote Tat'jana Nikitična Tolstaja, nata nel 1951, è una delle più importanti scrittrici russe di racconti. Un altro membro vivente della famiglia è Nikolaj Tolstoj-Miloslavskij, nato nel 1935, è uno dei più controversi storici britannici.

## Albero genealogico
|                          |                          |                        |                        |                           |                           |                         |                                                            |                                                            |                                                   |                                              |                                                 |                                                 |                              |                              |                          |
|                          |                          |                        |                        |                           |                           |                         |                                                            |                                                            | TOLSTOJ                                           |                                              |                                                 |                                                 |                              |                              |                          |
|                          |                          |                        |                        |                           |                           |                         |                                                            |                                                            |                                                   |                                              |                                                 |                                                 |                              |                              |                          |
|                          |                          |                        |                        |                           |                           |                         |                                                            |                                                            |                                                   |                                              |                                                 |                                                 |                              |                              |                          |
|                          |                          |                        |                        |                           |                           |                         |                                                            |                                                            | Pëtr Andreevič 1645-1729                          |                                              |                                                 |                                                 |                              |                              |                          |
|                          |                          |                        |                        |                           |                           |                         |                                                            |                                                            |                                                   |                                              |                                                 |                                                 |                              |                              |                          |
|                          |                          |                        |                        |                           |                           |                         |                                                            |                                                            |                                                   |                                              |                                                 |                                                 |                              |                              |                          |
|                          |                          |                        |                        |                           |                           |                         |                                                            | Ivan Petrovich -1728                                       | Ivan Petrovich -1728                              | Petr 1686-1728                               | Petr 1686-1728                                  |                                                 |                              |                              |                          |
|                          |                          |                        |                        |                           |                           |                         |                                                            |                                                            |                                                   |                                              |                                                 |                                                 |                              |                              |                          |
|                          |                          |                        |                        |                           |                           |                         |                                                            |                                                            |                                                   |                                              |                                                 |                                                 |                              |                              |                          |
|                          |                          |                        |                        |                           |                           |                         | Praskovya Ivanovna 1710-1758                               | Praskovya Ivanovna 1710-1758                               | Andrej Ivanovic 1721-1803                         | Andrej Ivanovic 1721-1803                    |                                                 |                                                 |                              |                              |                          |
|                          |                          |                        |                        |                           |                           |                         |                                                            |                                                            |                                                   |                                              |                                                 |                                                 |                              |                              |                          |
|                          |                          |                        |                        |                           |                           |                         |                                                            |                                                            |                                                   |                                              |                                                 |                                                 |                              |                              |                          |
|                          |                          |                        |                        |                           |                           |                         |                                                            |                                                            | Ilya Andreyevich 1757-1820 ⚭ Pelageya Nikolayevna |                                              |                                                 |                                                 |                              |                              |                          |
|                          |                          |                        |                        |                           |                           |                         |                                                            |                                                            |                                                   |                                              |                                                 |                                                 |                              |                              |                          |
|                          |                          |                        |                        |                           |                           |                         |                                                            |                                                            |                                                   |                                              |                                                 |                                                 |                              |                              |                          |
|                          |                          |                        |                        |                           |                           |                         | Pelaguya Tolstaya                                          | Pelaguya Tolstaya                                          | Nikolay Ilyich 1794-1837 ⚭ Maria Volkonskaya      | Nikolay Ilyich 1794-1837 ⚭ Maria Volkonskaya | Aleksandra (Aline) Tolstaya -1841 ⚭ Osten Saken | Aleksandra (Aline) Tolstaya -1841 ⚭ Osten Saken |                              |                              |                          |
|                          |                          |                        |                        |                           |                           |                         |                                                            |                                                            |                                                   |                                              |                                                 |                                                 |                              |                              |                          |
|                          |                          |                        |                        |                           |                           |                         |                                                            |                                                            |                                                   |                                              |                                                 |                                                 |                              |                              |                          |
|                          |                          |                        |                        |                           | Sergey Nikolaevich 1826   | Sergey Nikolaevich 1826 | Lev Nikolaevich 1828-1910 ⚭ Sofia Andrejevna (Sonya) Behrs | Lev Nikolaevich 1828-1910 ⚭ Sofia Andrejevna (Sonya) Behrs | Nicolay Nikolaevich 1823-1860                     | Nicolay Nikolaevich 1823-1860                | Mariya Nikolaevna 1830                          | Mariya Nikolaevna 1830                          | Dmitry Nikolaevich 1827-1856 | Dmitry Nikolaevich 1827-1856 |                          |
|                          |                          |                        |                        |                           |                           |                         |                                                            |                                                            |                                                   |                                              |                                                 |                                                 |                              |                              |                          |
|                          |                          |                        |                        |                           |                           |                         |                                                            |                                                            |                                                   |                                              |                                                 |                                                 |                              |                              |                          |
| Sergei Lvovich 1863-1947 | Sergei Lvovich 1863-1947 | Maria Lvovna 1871-1906 | Maria Lvovna 1871-1906 | Mikhail Lvovich 1879-1944 | Mikhail Lvovich 1879-1944 | Lev Lvovich 1869-1945   | Lev Lvovich 1869-1945                                      | Andrei Lvovich 1877-1916                                   | Andrei Lvovich 1877-1916                          | Alexandra Lvovna (Tolstaya) 1884-1979        | Alexandra Lvovna (Tolstaya) 1884-1979           | Ilya Lvovich 1866-1933                          | Ilya Lvovich 1866-1933       | Tatiana Lvovna 1864-1950     | Tatiana Lvovna 1864-1950 |